# Minerve (S647)
Minerve (S647) foi um submarino diesel-elétrico da Marinha Francesa que se perdeu em 27 de janeiro de 1968. Um dos nove da classe de submarinos Daphné, ele desapareceu, a cerca de 30 km de Toulon sem deixar vestígios, enquanto retornava ao seu porto de Toulon com 52 tripulantes a bordo. Embora as autoridades tenham iniciado imediatamente uma operação de resgate, não puderam localizar o aparelho.
Em julho de 2019, 51 anos após seu desaparecimento, ele foi encontrado pelo navio americano "Seabed Constructor" a 45 quilômetros da cidade de Toulonno sudeste da França, e a 2.370 metros de profundidade.